# تكرور
مملكة التكرور أو التكرور Tukulor هو اسم لشعب كبير من القبائل الحامية أسس مملكة أفريقية قديمة جدا امتدت من غرب السودان إلى سواحل المحيط الأطلسي في أراض شاسعة تزيد عن مساحة الجزيرة العربية والعراق والشام معا. ضمت تلك المملكة أراضي المناطق المعروفة اليوم سياسيا بموريتانيا والسنغال ومالي ونيجيريا والنيجر وتشاد وصولا إلى حدود دارفور في السودان ويذهب بعض المؤرخين، خاصة العرب، إلى إن اسم تكرور هو اسم لمدينة على نهر السنغال الحالي وكانت عاصمة مملكة التكرور.

## التاريخ

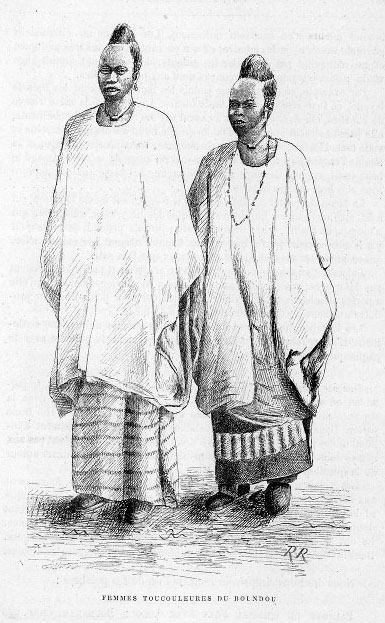
نساء تكروريات من بوندو بالسنغال (رسم من سنة 1890)

وصف المؤرخ القلقشندي مدينة تكرور بالمدينة الكبيرة ويقول عنها إنها أكبر من مدينة سلا التابعة لبلاد المغرب. كما ذكر إن مملكة التكرور تشتمل على أربعة عشر إقليما وان أكثر ما يجلبه إليها تجار المغرب الأقصى (شمال إفريقيا) هو الصوف والنحاس والخرز وأكثر ما يشترونه منها هو التبر (الذهب الخالص). ويدل هذا الوصف على الغنى الواسع الذي تمتعت به تلك المملكة. وحتى اليوم، لا تزال الكثير من دول تلك المناطق تُصنف بين أكبر منتجي الذهب في العالم. ولاشك أن هذا الذهب الوفير كان من الأسباب الرئيسية لقدوم المستعمر الأوروبي الذي نهب خيرات أفريقيا.
وعبر العصور بات كل من ينتمي لغرب أفريقيا ينسب لمملكة التكرور ويسمى بالتكروري ربما نسبة للتكرار وهي كلمة عربية انطبق معناها على التكروريين. ومع ذلك، تتفق المصادر التاريخية العربية والغربية على تسمية جزء من شعوب غرب إفريقيا بالتكرور وإن كانت المصادر العربية خاصة الحديثة منها تنسب كل سكان غرب إفريقيا للتكرور.
أقدم ما ذكرته المصادر التاريخية عن مملكة التكرور في غرب إفريقيا هو تاريخ دخول الإسلام لأراضيها حوالي عام 1030م أي بداية القرن الخامس الهجري. لكن بعض الباحثين يرون أن تلك المملكة نشأت قبل هذا التاريخ بعدة قرون حيث كانت في أوج قوتها حين دخلها الإسلام في عهد الملك القوي وارديابي الذي توفي عام 1040م. وعلى الأرجح، ربما دخل الإسلام لمملكة التكرور قبل سنة 1030م بعدة سنوات بإسلام أفراد وجماعات صغيرة على يد التجار المسلمين القادمين من شمال أفريقيا.
رغم قوة المملكة آنذاك، فقد دخل الإسلام لمملكة التكرور طواعية دون قتال وباختيار أهلها. كانت سنة 1030م سنة متميزة وتاريخية ليس في حياة شعب تلك المملكة العريضة وقتئذ، لكنها كانت سنة مصيرية حددت هوية ومستقبل شعب وأمة التكرور وكل من ينتمي له. ففي حوالي سنة 1030م أسلم ملك مملكة التكرور القوي وارديابي وأسلمت معه الطبقة الارستقراطية ورجال الدولة والعلماء ثم عم الإسلام كافة أرجاء المملكة بفضل ذلك الملك.
بإسلام ملكها وارديابي، زادت قوة مملكة التكرور في النصف الأول من القرن الخامس الهجري وبسطت نفوذها على مناطق كثيرة في إفريقيا السمراء وبلغت أوج قوتها واتساعها في القرنين الثامن والتاسع (هـ) وهو ما تزامن مع أوج قوة الدولة العثمانية حاضرة الخلافة الإسلامية في تلك العصور. ولا يستبعد قيام علاقة مباشرة بين مملكة التكرور والدولة العثمانية في تلك الفترة وربما خُص السلاطين العثمانيين بالدعاء لهم على المنابر كغيرهم من الإمارات والممالك الإسلامية التي أقرت بالولاء ولو صوريا لخليفة المسلمين في استانبول.
ورغم الضعف الكبير الذي تطرق إلى أركان مملكة التكرور في الفترة الممتدة ما بين القرنيين العاشر والثالث عشر (هـ)، فإنها لم تتلاش تماما وإنما بقيت على قيد الحياة ولم تخضع خضوعا مباشرا لأية قوة عسكرية استعمارية. ورغم الضغوط الكبيرة التي تعرضت لها تلك المملكة في أواخر عهدها، فإن المؤرخين أكدوا أن حكمها استمر لأكثر من تسعمائة سنة دون انقطاع بما فيها فترات الاتساع والانكماش.

## تفكك المملكة
في بدايات وأواسط القرن الثالث عشر الهجري (1210 ـ 1260هـ) كانت مملكة التكرور في ضعف شديد ولم يُسمي المؤرخون لها حاكما قويا يَلمُ شملها، وعلى الأرجح أن مملكة التكرور كانت مقسمة للمالك وإمارات صغيرة ليس لها تأثير يذكر عسكريا أو سياسيا في تلك الفترة. لكن مع مطلع القرن التاسع عشر الميلادي ظهرت حركات إصلاحية جهادية كثيرة في غرب إفريقيا وبلاد التكرور اشتهر منها حركة الشيخ عثمان دان فوديو وحركة الحاج عمر تال المتزامنتان تقريبا.

## حركة الشيخ عثمان دن فوديو
في عام 1795م أعلن الشيخ عثمان الاستعداد لجهاد حاكم إمارة جوبير بهدف «إزالة الظلم والطغيان بعد تفشيه هناك» وتطهير العقيدة الإسلامية مما لحقها من الشوائب والشرك ونشر الإسلام بين الوثنين. حاكم إقليم جوبير الذي ينتمي له الشيخ، واسمه نفاثا، كان قلقا من حركة الشيخ عثمان وحاول السيطرة عليه. أعلن نفاثا أن امتياز الدعوة للشيخ فقط ولا يحق لاتباعه نشرها بين الناس. كما أصدر مراسيم قضت برجوع من أسلم من الوثنيين لوثنيتهم وأن لا مسلم إلا من كان أبواه مسلمان. كما منع الرجال من لبس العمائم ومنع النساء من ارتداء حجاب (إسلام)، ولا يستبعد أن تكون تلك الإجراءات بإيعاز من الإنجليز الذين كان لهم وجود قوي في تلك المناطق. بل إن الحاكم حأول القبض على الشيخ عثمان أو التخلص منه.
كانت تلك الإجراءات سببا في خروج الشيخ وأتباعه للصحراء ليستقر في مدينة بعيدة تسمى جودو. ومن هناك كانت بداية تأسيس إحدى أكبر الممالك الإسلامية في غرب إفريقيا. فمن جودو أعلن الشيخ عثمان الجهاد وخاض معارك كثيرة ووجدت دعوته استجابة واسعة في غرب إفريقيا وانضمت لحركته قبائل من مناطق تشاد والنيجر والطوارق. وانتظم الجهاد وشمل كافة الإمارات مثل كانو وزاريا ثم تُوج الجهاد بتأسيس خلافة سكوتو عام 1831م وسمي الشيخ بأمير المؤمنين. استمرت حياة هذه الإمارة حتى عام 1903م حيث سقطت على يد الاستعمار الأنجليزي وأعوانه. توفي الشيخ عثمان بعد ذلك الجهاد الطويل وخلفه ابنه محمد بيلو.
للشيخ عثمان مؤلفات كثيرة منها "إحياء السنة وإخماد البدعة" ونصيحة أهل الزمان" وكتاب " أصول الدين" وتؤكد هذه المؤلفات أن الشيخ كان واسع الاطلاع على الأحاديث النبوية الشريفة، وأقوال الخلفاء الراشدين وأتباعهم وآراء الأئمة الأربعة. كان الشيخ يهدف من مؤلفاته إلى إصلاح أحوال العلم والعلماء وتطبيق أحكام الله، وتصحيح الإيمان بشكل يؤدى إلى إقامة الشريعة كما أمر الرسول ونهى وكذلك إلى التبصر في الدين. كان الشيخ فصيحا بليغا، جميل العشرة كريم الصحبة.

## حركة الحاج عمر تال
وفي سنة 1838م ظهر رجل قوي آخر من سلالة الأسر الحاكمة من التكرور ليلعب دورا خطيرا في تاريخ إفريقيا السمراء حيث وحد أجزاء كبيرة من غرب القارة تحت حكمه وهو الحاج عمر الذي أعلن من منطقة حوض نهر السنغال الجهاد ضد الوثنين والمشركين. لم تمس حركة الحاج عمر الوثنيين فقط وإنما ضربت بعض الممالك الإسلامية الأخرى في غرب إفريقيا كذلك لأنها، وحسب رأيه، لم تكن على الإسلام الصحيح.
استمرت جيوش الحاج عمر في اكتساح الإمارات والممالك في غرب إفريقيا ولم يوقفه سوى الزحف الاستعماري الفرنسي الذي بلغ أقصاه في تلك الفترة. توفي الحاج عمر عن عمر ناهز السبعين في ظروف غامضة ولم يتأكد للمؤرخين أمات أم قتل. والحقيقة إن الفضل يعود، بعد الله، لجهاد الحاج عمر في نشر الإسلام في مناطق كثيرة كانت مرتعا للوثنية، كما يحسب له وقوفه الصلب ضد انتشار النصرانية في غرب إفريقيا.
وبوفاة الحاج عمر طُوي آخر فصل من تاريخ مملكة التكرور التي دامت لأكثر من ألف عام وحكمت أراضي شاسعة من غرب إفريقيا غطت ما يعرف اليوم بالسنغال ومالي وغانا. كان لسقوط دولة التكرور بقوة الاستعمار الفرنسي وحليفه الاستعمار البريطاني، دور مهم في حدوث موجه جديدة من الهجرة لبعض قبائل التكروريين. فكما حدث في كل الأراضي الإسلامية التي وقعت تحت الاستعمار، تأذى المسلمون من جور الحكم الظالم الذي فرض القوانين المخالفة للشريعة الإسلامية.
كانت أرض الحرمين من الأماكن القليلة من الأراضي الإسلامية التي لم يدخلها المستعمر الغربي فأصبحت الملجأ الأول لكافة التكروريين المسلمين الذين تعرضوا للقمع في بلدانهم. أتت المرحلة الحديثة لهجرة التكروريين لأرض الحرمين في إطار موجة عالمية من هجرة المسلمين لإقليم الحجاز (المدينة المنورة) وإقليم تهامة (مكة المكرمة) التابعين للحكم العثماني الضعيف جدا في تلك العقود بين عامي 1860 و1925م.

## وصلات خارجية
- http://www.motherlandnigeria.com/pictures/fulani_and_daughter.jpg
- http://www.rwoodphotography.com/paths/paths_images/Fulani_tribesman.jpg نسخة محفوظة 28 سبتمبر 2007 على موقع واي باك مشين.